# 내 차 봤냐?
《내 차 봤냐?》(영어: Dude, Where's My Car?)는 2000년 개봉한 미국의 코미디 영화이다. 대니 라이너가 연출하고, 애슈턴 쿠처, 숀 윌리엄 스콧, 크리스티 스완슨, 제니퍼 가너 등이 출연하였다.
평단으로부터는 부정 평가를 받았으나 흥행에 성공하였으며, 컬트 영화화되어 다양한 대중 매체에서 인용 혹은 패러디되었다.

## 줄거리
룸메이트 사이이며 절친인 제시와 체스터는 숙취로 인해 차의 행방을 비롯하여 지난 밤에 벌어진 일을 전혀 기억하지 못한다. 두 사람은 차를 찾기 위해 함께 전날 밤 행적을 되짚어 간다. 이 과정에서 두 사람은 뜻밖에도 우주의 존망이 자신들의 손에 달려 있다는 걸 알게 된다.

## 출연진
- 애슈턴 쿠처 - 제시 몽고메리 3세 역
- 숀 윌리엄 스콧 - 체스터 그린버그 역
- 크리스티 스완슨 - 크리스티 보너 역
- 제니퍼 가너 - 완다 역
- 말라 소콜로프 - 윌마 역
- 데이비드 허먼 - 넬슨 역
- 핼 스파크스 - 졸탠 역
- 찰리 오코널 - 토미 역
- 메리 린 라이스커브 - 절미나 역
- 키오니 영 - 리 씨 역
- 미치 마틴 - 점프 슈트를 입은 여자 1 역
- 클리오 킹 - 압류 차량 보관소 직원 역
- 브렌트 스파이너 - 피에르(피에어) 역 (크레디트 미기재)
- 앤디 딕 - 마크 역 (크레디트 미기재)

## 기타 제작진
- 공동 제작: 낸시 펄로이언
- 배역: 로니 예스컬, 리처드 힉스
- 미술: 찰스 브린
- 의상: 패멀라 위더스